# Phú Trung, huyện Tân Phú
Phú Trung là một xã cũ thuộc huyện Tân Phú, tỉnh Đồng Nai, Việt Nam.

## Địa lý
Xã Phú Trung có diện tích 15,48 km², dân số năm 2022 là 9.610 người, mật độ dân số đạt 620 người/km².

## Hành chính
Xã Phú Trung được chia thành 4 ấp: Phú Lợi, Phú Thạch, Phú Thắng, Phú Yên.

## Lịch sử
Ngày 28 tháng 9 năm 2024, Ủy ban Thường vụ Quốc hội ban hành Nghị quyết số 1194/NQ-UBTVQH15 về việc sắp xếp đơn vị hành chính cấp xã của tỉnh Đồng Nai giai đoạn 2023 – 2025 (nghị quyết có hiệu lực từ ngày 1 tháng 11 năm 2024). Theo đó, sáp nhập toàn bộ 15,48 km² diện tích tự nhiên và quy mô dân số là 9.610 người của xã Phú Trung vào xã Phú Sơn.